# Baltika Kaliningrad
Der FK Baltika (russisch Футбольный Клуб "Балтика", Futbolny Klub „Baltika“), im deutschsprachigen Raum bekannt als Baltika Kaliningrad, ist ein 1954 gegründeter Fußballverein aus der russischen Stadt Kaliningrad, ist somit der westlichste Profiverein Russlands und nahm von 1996 bis 1998 sowie in der Saison 2023/24 und nimmt seit der Saison 2025/26 wieder am Spielbetrieb der Premjer-Liga teil. Die Vereinsfarben sind Blau-Weiß.

## Geschichte

### Sowjetunion
Der Club wurde im Dezember 1954 als Pischtschewik Kaliningrad (Пищевик) gegründet. Ein erster Erfolg war 1957, noch als unterklassiger Verein, das Erreichen des Achtelfinals des sowjetischen Pokals. 1958 erfolgte dann die Umbenennung in Baltika. Von 1971 bis zur Auflösung der UdSSR spielte Baltika in der drittklassigen 2. Liga.

### Russland
Bei der Gründung der neuen russischen Liga, nach dem Zerfall der Sowjetunion 1992, wurde Baltika in die 2. Liga, die dritte Spielklasse, eingeordnet, konnte aber als Meister im ersten Jahr aufsteigen. Nach drei Jahren in der zweithöchsten russischen Spielklasse gelang 1995 als Zweitligameister der Aufstieg in das Oberhaus des russischen Fußballs. 1996 wurde die Mannschaft Siebter und 1997 Achter, was den Verein für die Teilnahme am UI-Cup 1998 qualifizierte. Im UI-Cup konnte die Mannschaft sich in der ersten Runde gegen Spartak Warna sowie in der zweiten Runde gegen den FK AS Trenčín durchsetzen, scheiterte aber in der dritten Runde wegen der Auswärtstorregel am serbischen Verein Vojvodina Novi Sad. In der Saison 1998 stieg das Team jedoch aus der Premjer-Liga wieder ab. Seitdem erlebte der Verein zwei Abstiege in die Drittklassigkeit. Seit 2006 spielte Baltika stabil in der zweithöchsten russischen Spielklasse. In der Spielzeit 2015/16 wäre durch den 17. Tabellenplatz fast der dritte Abstieg in das Perwenstwo PFL erfolgt. Allerdings durfte der FK Baltika als Ersatz für den FK Wolga Nischni Nowgorod in der 1. Division verbleiben, der sich aus dem Spielbetrieb zurückgezogen hatte. In der Spielzeit 2022/23 gelang der FK Baltika als Zweiter hinter Meister Rubin Kasan der Aufstieg in die höchste russische Spielklasse. In der darauffolgenden Spielzeit stieg man zwar als Tabellenvorletzter gleich wieder ab, schaffte jedoch 2024/25 die sofortige Rückkehr und wurde erstmals seit 1995 wieder Meister der zweithöchsten russischen Spielklasse.

## Stadion
Bis 2018 trug Baltika Kaliningrad seine Heimspiele im Baltika-Stadion aus, welches Platz für 14.500 Zuschauer bot. Seit April 2018 trägt die erste Mannschaft ihre Spiele in der Rostec Arena aus, welche speziell für die WM 2018 errichtet wurde und Platz für 35.212 Zuschauer bietet. Die zweite Mannschaft spielt im umgebauten Baltika-Stadion.

## Statistiken
- Höchster Sieg: 8:0 gegen FC Spartak Kostroma (1955) – In der ersten Liga: 2× 5:0 gegen Krylja Sowetow Samara (1996)
- Höchste Niederlage: 0:6 gegen FC Sever Murmansk (1975), FK Daugava Riga (1979), Dnjapro Mahiljou (1985), Nywa Winnyzja (1990), Rostselmasch Rostow (1994), FK Sibir Nowosibirsk (2009)
- Trainer mit den meisten Einsätzen: Leonid Tkachenko (288 Spiele, davon 264 in der Liga)

### Rekordspieler
Insgesamt:
| Platz | Name des Spielers      | Einsätze | Zeitraum                        |
| ----- | ---------------------- | -------- | ------------------------------- |
| 1.    | Viktor Birjukow        | 551      | 1977–1978, 1980–1994            |
| 2.    | Serhiy Voytyuk         | 472      | 1978–1991                       |
| 3.    | Alexander Artemov      | 375      | 1979, 1981–1990                 |
| 4.    | Jurij Bondarew         | 365      | 1975–1985                       |
| 5.    | Wjatscheslaw Nikiforov | 336      | 1983–1984, 1987–1993, 1995–1997 |

In der ersten Liga:
| Platz | Name des Spielers | Einsätze | Zeitraum  |
| ----- | ----------------- | -------- | --------- |
|       | Viktor Navochenko | 95       | 1996–1998 |
|       | Victor Yablonsky  | 93       | 1996–1998 |

### Rekordtorschützen
Insgesamt:
| Platz | Name des Spielers | Tore | Zeitraum             |
| ----- | ----------------- | ---- | -------------------- |
| 1.    | Juri Bondarew     | 185  | 1975–1985            |
| 2.    | Dmitry Silin      | 84   | 1993–2000            |
| 3.    | Dmitry Chepel     | 83   | 1983–1985, 1987–1989 |
| 4.    | Gennadi Perevalov | 75   | 1970–1977            |
| 5.    | Juri Kopylow      | 57   | 1980–1986, 1992      |
| 5.    | Sergey Bulatov    | 57   | 1994–1998            |

In der ersten Liga:
| Platz | Name des Spielers | Tore | Zeitraum  |
| ----- | ----------------- | ---- | --------- |
|       | Maxim Nizovtsev   | 18   | 1996–1998 |

## Erfolge
- Meister in der zweiten sowjetischen Liga: 1984
- Meister der zweiten russischen Liga: 1995, 2025
- Staffelmeister in der dritten russischen Liga: 1956, 1992, 2002, 2005

## Europapokalbilanz
| Saison | Wettbewerb         | Runde    | Gegner                | Gesamt | Hin     | Rück    |
| ------ | ------------------ | -------- | --------------------- | ------ | ------- | ------- |
| 1998   | UEFA Intertoto Cup | 1. Runde | Spartak Warna         | 5:1    | 4:0 (H) | 1:1 (A) |
| 1998   | UEFA Intertoto Cup | 2. Runde | FK AS Trenčín         | 1:0    | 1:0 (A) | 0:0 (H) |
| 1998   | UEFA Intertoto Cup | 3. Runde | FK Vojvodina Novi Sad | 2:4    | 1:4 (A) | 1:0 (H) |

Gesamtbilanz: 6 Spiele, 3 Siege, 2 Unentschieden, 1 Niederlage, 8:5 Tore (Tordifferenz +3)

## Zweite Mannschaft
Die zweite Mannschaft von Baltika Kaliningrad hat ebenfalls den Profistatus inne und spielt 2025 in der vierthöchsten Spielklasse 2. Liga Division B.

## Bekannte ehemalige Spieler
| Russland - Ruslan Adschindschal - Wladimir Djadjun - Wassili Fijew - Pawel Pogrebnjak - Alexander Schirow | GUS und ehemalige Sowjetunion - Artak Aleksanjan - Robert Sebeljan - Aslan Kərimov - Qurban Qurbanov - Taavi Rähn - Aleksandrs Koļinko - Maksims Rafaļskis - Aleksejs Višņakovs - Dzintars Zirnis - Artūrs Zjuzins - Vidas Alunderis - Andrius Jokšas - Maksim Shatskix - Aljaksandr Klimenka - Andrej Lauryk | Europa - Aldin Ðidić - Danijel Majkić - Goran Maznov | Afrika - Senin Sebai |

## Bekannte ehemalige Trainer
- Sergei Juran
- Igor Ledjachow
- Waleri Nepomnjaschtschi
- Gennadi Sarytschew
- Dschemal Silagadse